# Església vella de Sant Pere d'Alfarràs
La primitiva església de Sant Pere d'Alfarràs fou construïda poc després de la conquesta (any 1147) està escassament documentada. De les poques referències documentals antigues, destaca que els anys 1279 i 1280, el rector contribuí al pagament de la dècima papal a les Croades per un valor de 66 sous (una xifra alta que requeria per una parròquia modesta). Posteriorment, l'antic temple fou substituït per l'actual d'estil barroc.
De les referències més modernes, és interessant la descripció feta en el Diccionario de Madoz (1845). Se’ns descriu un temple “d'una sola nau de 120 pams de llargada per 150 d'amplada i 80 alçada. L'església, dedicada a Sant Pere té 4 capelles dedicades a l'advocació del Sant Crist, l'advocació de la Verge del Roser, la tercera a Sant Sebastià i, la darrera, a la Verge dels Dolors”.
Destaca la devoció per Sant Sebastià, la qual sorgeix arran d'una devastadora pesta de còlera que castigà el poble l'any 1786. Fruit de l'epidèmia el poble es va congregar i feu la promesa al Sant de celebrar la festa cada any si els deslliurava de la pesta.
El cementiri històric del poble, situat al peu de l'església fou traslladat a l'any 1885.

## Descripció
Edifici d'una sola nau amb capelles laterals, realitzat amb pedra i totxo. Ha sofert diverses modificacions que han afectat gairebé totes les seves parts, conservant únicament la façana com a tret més o menys original; aquesta presenta un acabat en forma trapezoïdal i al bell mig es troba el portal, que és d'arc de mig punt entre dos parells de pilastres amb una voluta en voladís a la clau, i amb altre parell de pilastres sostenint un entaulament també semicircular i molt motllurat. Al seu damunt hi ha una fornícula, amb forma de petxina, que conserva una escultura de Sant Pere. A l'esquerra de la fornícula hi ha una obertura circular a manera d'òcul. El campanar, d'espadanya, és d'època posterior a la resta del conjunt.

## Història
Segons la G.E.C. aquesta església és d'origen romànic. Segons Lladonosa és d'origen romànic i la façana és barroca, del segle xviii (GGCC). Fou construïda en un temps en què el poble no era de grans dimensions, amb el seu creixement va restar al mig del nucli antic.